# Centre històric de Santa Oliva
El Centre històric de Santa Oliva és un conjunt de Santa Oliva (Baix Penedès) protegit com a Bé Cultural d'Interès Local.

## Descripció
Santa Oliva és un municipi de la comarca del Baix Penedès, situat entre les localitats d'Albinyana, el Vendrell, Bellvei, Banyeres del Penedès i Bisbal del Penedès. El conjunt urbanístic del centre històric es formà als volts de sota el castell. Els carrers més propers al castell han mantingut el seu urbanisme original així com part de la seva arquitectura. L'arquitectura domèstica popular que es conserva data, en general, dels segles xviii i xix. Els trets característics més rellevants es basen en l'estructura de dues o tres plantes d'altura, portals allindanats o d'arc de mig punt adovellats, finestres de proporció vertical amb llindes de pedra. Moltes d'aquestes han sofert reformes al llarg del segle xx, però han mantingut alguns elements originaris.

## Història
Els orígens de Santa Oliva remeten a l'any 986, moment en què el rei franc Lotari confirma a Odó, abat de Sant Cugat, la possessió de l'església de Santa Maria de Santa Oliva amb el seu alou. Aquests dominis, s'estenien, en la seva amplada, des de la guàrdia de Banyeres fins a la vila de Damabuin (Tamoví), i en la seva llargada,des de la vila de Domenys fins al mar. L'any 1012 Isnabert construeix una torre, que més tard serà el castell de Santa Oliva